# Czas wschodni
Czas wschodni, EST, ET (ang. Eastern Standard Time, Eastern Time) – strefa czasowa odpowiadająca czasowi słonecznemu południka 75°W, który różni się o pięć godzin od uniwersalnego czasu koordynowanego (UTC-5).
W strefie znajduje się część Kanady (wschodnia część terytorium Nunavut oraz większa część prowincji Ontario i Quebec) i Stanów Zjednoczonych (Dystrykt Kolumbii, stany Connecticut, Delaware, Georgia, Karolina Południowa, Karolina Północna, Maine, Maryland, Massachusetts, New Hampshire, New Jersey, Nowy Jork, Ohio, Pensylwania, Rhode Island, Vermont, Wirginia i Wirginia Zachodnia, większość Florydy, Indiany i Michigan oraz wschodnia część stanów Kentucky i Tennessee).
W okresie letnim na tym obszarze, z wyjątkiem kanadyjskiej wyspy Southampton, czas standardowy zastępowany jest czasem letnim (Eastern Daylight Time, EDT), przesuniętym o jedną godzinę (UTC-4).